# Богдашићи (Тиват)
Богдашићи је насељено мјесто у општини Тиват у Црној Гори. Према попису из 2023. није било становника.

## Историја
Натпис из богдашићке цркве, који по Миклошичу (Mon. Serbica) наводи у свом Шематизму од г. 1876. владика бококоторски Герасим, говори да је цркву Св. Петра и Павла у Богдашићима саградио епископ зетски Теофит в области Св. Михајила в дни благочестивао и Богом државнаго господина краља Стефана Оуроша сина Првовјенчанаго краља Стефана, внука Св. Симеона Немање в љето 1269. Манастиру превлачком припадао је осим Луштице и Кртола сав онај предио, што лежи од Лепетана до Грбља, гдје се налази и село Богдашићи. То је област Светог Михајила, што се у натпису спомиње, а која се у народу звала и данас се зове Михољски збор.  У вријеме Лазара Томановића, као и данас, то је католичка црква. Они не негирају натпис, али због чињенице да је плоча данас преломљена, тврде да је ту касније дозидана.

## Демографија
У насељу Богдашићи живи 37 пунолетних становника, а просечна старост становништва износи 39,4 година (39,3 код мушкараца и 39,5 код жена). У насељу има 16 домаћинстава, а просечан број чланова по домаћинству је 3,00.
Становништво у овом насељу веома је хетерогено, а у последња три пописа, примећен је пад у броју становника.
|  |

| Демографија | Демографија | Демографија |
| Година      | Становника  | Становника  |
| ----------- | ----------- | ----------- |
|             |             |             |
|             |             |             |
|             |             |             |
|             |             |             |
| 1948.       | 327         |             |
| 1953.       | 344         |             |
| 1961.       | 227         |             |
| 1971.       | 205         |             |
| 1981.       | 140         |             |
| 1991.       | 89          | 89          |
| 2003.       | 53          | 48          |
|             |             |             |

| Етнички састав према попису из 2011.‍ | Етнички састав према попису из 2011.‍ | Етнички састав према попису из 2011.‍ | Етнички састав према попису из 2011.‍ | Етнички састав према попису из 2011.‍ |
| ------------------------------------ | ------------------------------------ | ------------------------------------ | ------------------------------------ | ------------------------------------ |
|                                      |                                      |                                      |                                      |                                      |
| Хрвати                               | Хрвати                               |                                      | 27                                   | 47,4%                                |
| Црногорци                            | Црногорци                            |                                      | 23                                   | 40,4%                                |
| Срби                                 | Срби                                 |                                      | 6                                    | 12%                                  |
| непознато                            | непознато                            |                                      | 1                                    | 0,2%                                 |

| Година пописа     | 1948. | 1953. | 1961. | 1971. | 1981. | 1991. | 2003. |
| ----------------- | ----- | ----- | ----- | ----- | ----- | ----- | ----- |
| Број домаћинстава | 77    | 76    | 56    | 61    | 41    | 25    | 17    |

| Број чланова      | 1  | 2 | 3 | 4 | 5 | 6 | 7 | 8 | 9 | 10 и више | Просек |
| ----------------- | -- | - | - | - | - | - | - | - | - | --------- | ------ |
| Број домаћинстава | 16 | 3 | 6 | 0 | 4 | 1 | 2 | 0 | 0 | 0         | 0      |

| Пол    | Укупно | Неожењен/Неудата | Ожењен/Удата | Удовац/Удовица | Разведен/Разведена | Непознато |
| ------ | ------ | ---------------- | ------------ | -------------- | ------------------ | --------- |
| Мушки  | 19     | 6                | 11           | 0              | 2                  | 0         |
| Женски | 19     | 4                | 10           | 4              | 1                  | 0         |
| УКУПНО | 38     | 10               | 21           | 4              | 3                  | 0         |

| Пол    | Укупно                    | Пољопривреда, лов и шумарство | Рибарство                            | Вађење руде и камена | Прерађивачка индустрија       |
| ------ | ------------------------- | ----------------------------- | ------------------------------------ | -------------------- | ----------------------------- |
| Мушки  | 9                         | 1                             | 0                                    | 0                    | 0                             |
| Женски | 2                         | 0                             | 0                                    | 0                    | 0                             |
| УКУПНО | 11                        | 1                             | 0                                    | 0                    | 0                             |
| Пол    | Производња и снабдевање   | Грађевинарство                | Трговина                             | Хотели и ресторани   | Саобраћај, складиштење и везе |
| Мушки  | 2                         | 0                             | 0                                    | 1                    | 2                             |
| Женски | 0                         | 0                             | 1                                    | 0                    | 0                             |
| УКУПНО | 2                         | 0                             | 1                                    | 1                    | 2                             |
| Пол    | Финансијско посредовање   | Некретнине                    | Државна управа и одбрана             | Образовање           | Здравствени и социјални рад   |
| Мушки  | 0                         | 0                             | 2                                    | 0                    | 0                             |
| Женски | 0                         | 0                             | 0                                    | 1                    | 0                             |
| УКУПНО | 0                         | 0                             | 2                                    | 1                    | 0                             |
| Пол    | Остале услужне активности | Приватна домаћинства          | Екстериторијалне организације и тела | Непознато            | Непознато                     |
| Мушки  | 1                         | 0                             | 0                                    | 0                    | 0                             |
| Женски | 0                         | 0                             | 0                                    | 0                    | 0                             |
| УКУПНО | 1                         | 0                             | 0                                    | 0                    | 0                             |